# John Crombez

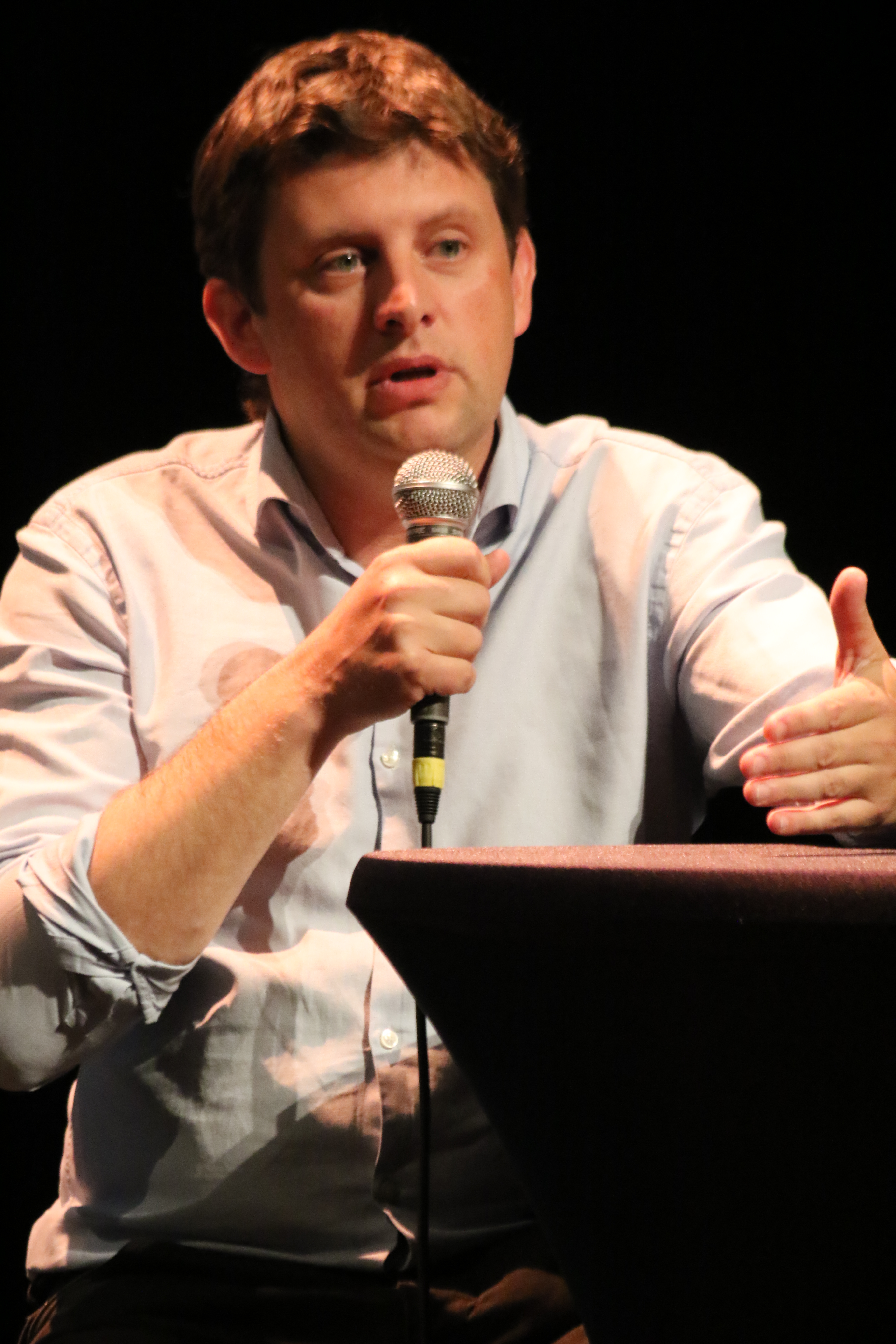
John Crombez (2015)

John Crombez (* 19. September 1973 in Ostende) ist belgischer Politiker der Socialistische Partij Anders (sp.a). Er war von 2011 bis 2014 Staatssekretär für die Bekämpfung des Sozial- und Steuerbetrugs in der Föderalregierung Di Rupo und hat seit dem 13. Juni 2015 den Parteivorsitz der sp.a inne. Auf lokaler Ebene ist Crombez Gemeinderatsmitglied in Ostende.

## Leben
John Crombez studierte Wirtschaftswissenschaften an der Universität Gent und statistische Wissenschaften an der Universität Neuenburg. Im Jahr 2001 promovierte er zum Doktor der Wirtschaftswissenschaften an der Universität Gent. Zunächst arbeitete er als wissenschaftlicher Mitarbeiter in der Arbeitsgruppe Finanzwirtschaft der Universität Gent. Seit 2001 ist Crombez als Dozent tätig.
Seinen Einstieg in die Politik machte Crombez noch während seines Studiums. Durch die Endarbeit von John Combez zum Thema Betrugsbekämpfung wurden die sp.a-Politiker Freddy Willockx und Johan Vande Lanotte auf ihn aufmerksam. Im Jahr 2003 wurde er als Berater in das Ministerkabinett von Vande Lanotte angeworben und wurde 2005 zum Kabinettschef der flämischen Ministerin Freya Van den Bossche (sp.a) befördert.
In die aktive Politik gelangte John Crombez 2009, als er für die sp.a ins Flämische Parlament und gleichzeitig zum Gemeinschaftssenator gewählt wurde. Im Jahr 2011 wurde Crombez Staatssekretär für die Bekämpfung des Sozial- und Steuerbetrugs in der Föderalregierung unter Premierminister Elio Di Rupo (PS). In dieser Eigenschaft stellt er im Jahr 2012 einen umfassenden Aktionsplan zur Betrugsbekämpfung vor.
Bei der parteiinternen Wahl im Jahr 2015 besiegte Crombez den scheidenden Vorsitzenden Bruno Tobback (sp.a). Er übernahm die Präsidentschaft am 13. Juni 2015.

## Übersicht der politischen Ämter
- 2009 – heute: Mitglied des Flämischen Parlaments (teilweise verhindert)
- 2009 – 2010: Gemeinschaftssenator
- 2011 – 2014: Föderaler Staatssekretär für die Bekämpfung des Sozial- und Steuerbetrugs in der Regierung Di Rupo
- 2012 – heute: Mitglied des Gemeinderats in Ostende